# 劉休倩
劉 休倩（りゅう きゅうせい、元嘉21年（446年）- 孝建元年4月27日（454年6月8日））は、南朝宋の皇族。臨慶沖王。文帝劉義隆の十六男。

## 経歴
文帝と顔美人のあいだの子として生まれた。孝建元年（454年）4月、東平王に封じられた。受けないうちに病のため死去した。享年9。大明7年（463年）、孝武帝の二十七男の劉子嗣が東平王となり、休倩の後を嗣いだ。泰始6年（470年）、明帝の五男の劉智井が東平王となったが、受けないうちに死去した。同年9月に休倩は追って臨慶王と改封された。明帝の八男の劉躋が臨慶王となり、休倩の後を嗣いだが、翌年に本国へ帰った。

## 伝記資料
- 『宋書』巻72 列伝第32
- 『南史』巻14 列伝第4